# Resedafamilie
De resedafamilie (Resedaceae) is een familie van kruidachtige planten. De familie komt voor in gematigde tot subtropische streken: in Europa, Noord-Afrika en het Midden-Oosten; Zuid-Afrika; en het zuidoosten van de Verenigde Staten en Mexico.
De familie telt zes geslachten, met in totaal circa zeventig soorten:
- familie Resedaceae
  - genus Caylusea
  - genus Ochradenus
  - genus Oligomeris
  - genus Randonia
  - genus Reseda (onder meer Reseda alba, Reseda phyteuma)
  - genus Sesamoides

In het Cronquist-systeem (1981) is de plaatsing in diens orde Capparales.
België en Nederland
In België en Nederland komen twee soorten voor, beide uit het geslacht reseda (Reseda):
- Wilde reseda (Reseda lutea)
- Wouw (Reseda luteola)